# Astraia

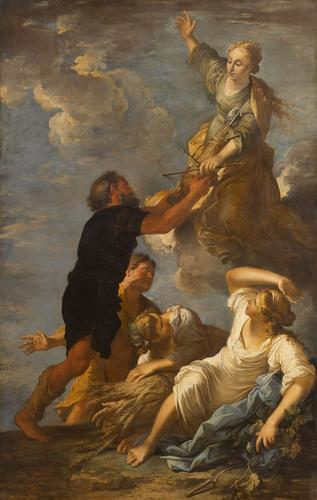
Astraia, panenská bohyně nevinnosti a čistoty od Salvatora Rosy

Astraia (starořecky Ἀστραῖα) je v řecké mytologii panenská bohyně nevinnosti a čistoty, dcera Astraia a Eos. Bývá spojována s bohyní spravedlnosti, Diké. Neměla by být zaměňována za Asterii, bohyni hvězd a dceru Koia a Foibé.
Astraia, nebeská panna, byla poslední z nesmrtelných, která žila s lidmi v průběhu zlatého věku, jednoho z pěti starořeckých lidských věků. Podle Ovidia opustila zemi v průběhu železného věku. Když prchala před špatnostmi lidstva, vystoupila na nebesa a stala se souhvězdím Panny. Blízké souhvězdí Vah odráží její symbolickou spojitost s Diké.
Podle legendy se Astraia jednoho dne vrátí zpět na zem a přinese s sebou návrat utopického zlatého věku.